# Климентовська Вікторія Михайлівна
Клименто́вська Вікто́рія Миха́йлівна (2 серпня 1961 р., селище Качанівка Ічнянського району Чернігівської області) — українська поетеса.

## Життєпис
Народилася 2 серпня 1961 року в селищі Качанівка Ічнянського району Чернігівської області. 1978 р. закінчила Ніжинську середню школу № 1. З 1979 по 1985 навчалася на педіатричному факультеті Київського медичного інституту імені академіка Богомольця. З 1990 року працює педіатром у лікарні села Дядьковичі на Рівненщині.

## Творчість
Писати почала з восьмирічного віку. Перша публікація "Вулиця, з якої ти від'їхав" з'явилася в Ніжинській міськрайонній газеті 22 квітня 1989 р. Згодом друкувалася в часописах "Слово і час", "Вільне слово", "Сім днів", "Вісті Рівненщини", "Провінційка". З 1993 р. відвідує Рівненське обласне літературне об'єднання "Наше коло", а з 2003 по 2015 рр. очолює його.
В 1995 р. вийшла дебютна збірка "Ковток свободи, клаптик неба". 1997 р. вийшла збірка "Пересопницька осінь", яка відзначена дипломом Міжнародного конкурсу "Гранослов". В 2003 р. вийшла збірка "Каріатида", а 2007 р. - збірка "На хвилях бузкових туманів". 2009 р. вийшла збірка  "Кленова королева", яка отримала відзнаку Рівненського обласного конкурсу "Краща книга Рівненщини" в номінації "Краща поетична збірка". В 2019 р. вийшла книжка для дітей "Першокласна абетка".
Авторка книжок:
- «Ковток свободи, клаптик неба» — Рівне, «Азалія», 1995,
- «Пересопницька осінь» — Рівне, «Азалія», 1997,
- «Каріатида» — Рівне, 2003,
- «На хвилях бузкових туманів» — Рівне, «Овід», 2007,
- «Кленова королева» — Рівне, 2009[1].
- "Першокласна абетка"—  Рівне, 2019.

За поему «Спочатку була воля» нагороджена премією Організації оборони чотирьох свобод України (США).
Член Національної спілки письменників України з 1999 року.
Вірші включені в «Антологію Української поезії другої половини ХХ сторіччя» — Київ, «Гранослов», 2001. Дипломант Міжнародного конкурсу українських молодих літераторів "Гранослов".
Лауреат обласної Літературної премії імені Валер'яна Поліщука у 2006 р. за збірку поезій «Каріатида».